# Vicariat apostolique d'Iquitos
Le vicariat apostolique d'Iquitos (en latin : Vicariatus Apostolicus Iquitosensis ; en espagnol : Vicariato apostólico de Iquitos) est un vicariat apostolique de l'Église catholique du Pérou directement soumis au Saint-Siège.

## Territoire

Vicariat apostolique d'Iquitos

Il comprend les provinces de Maynas et Loreto dans le département de Loreto. Le reste de ce département étant sous juridiction des vicariats apostoliques de Requena, San José de Amazonas et Yurimaguas.
Son territoire s'étend sur 100 042 km divisé en 25 paroisses. Le siège épiscopal est dans la ville de Iquitos où se trouve la cathédrale de saint Jean Baptiste.

## Histoire
La préfecture apostolique de San León de Amazonas est érigée le 5 février 1900 par le décret Cum interior de la congrégation pour la propagation de la foi en prenant sur le territoire du diocèse de Chachapoyas.
La mission est confiée à l'ordre de Saint Augustin. Le Père général de l'ordre envoie des augustins espagnols de la province du Saint Nom de Jésus des Philippines.
La préfecture est élevée au rang de vicariat apostolique par la lettre apostolique Quae catholico du 22 février 1921 émise par le  pape Benoît XV. Le 27 février de la même date, il cède une partie de son territoire pour l'érection de la préfecture apostolique de San Gabriel de la Dolorosa del Marañón confiée aux passionistes (aujourd'hui vicariat apostolique de Yurimaguas).
Il cède une autre portion de territoire le 13 juillet 1945 pour l'établissement de la préfecture apostolique de San José de Amazonas (aujourd'hui vicariat apostolique de San José de Amazonas). Le 1er août de la même année, il prend son nom actuel par le décret Post erectam de la congrégation pour la propagation de la foi. 

## Préfets et vicaires
- Paulino Díaz Rodríguez, O.S.A (19 juin 1900 - 24 octobre 1911)
- Pedro Prat Escalas, O.S.A (24 octobre 1911 - 12 février 1914)
- Rufino Santos Pérez (12 février 1914 - 15 septembre 1915)
- Sotero Redondo Herrero, O.S.A (15 septembre 1915 - 24 février 1935)
  - Rosino Ramos (1935 - 1938) (pro-vicaire apostolique)
  - Claudio Bravo Morán (1938 - 1941) (administrateur apostolique)
- José Constantino García Pulgar, O.S.A (21 août 1941 - 30 janvier 1954)
- Ángel Rodríguez Gamoneda, O.S.A (8 mai 1955 - 12 juin 1967)
- Gabino Peral de la Torre, O.S.A (12 juin 1967 - 5 janvier 1991)
- Julián García Centeno, O.S.A (5 janvier 1991 - 2 février 2011)
- Miguel Olaortúa Laspra, O.S.A (2 février 2011 - 1 novembre 2019)
- Miguel Ángel Cadenas Cardo, O.S.A (15 mai 2021 - )